# Czerwiec 2008 w sporcie
Zobacz też: Czerwiec 2008 · Zmarli w czerwcu 2008 · Czerwiec 2008 w Wikinews

## 29 czerwca

### Sport żużlowy

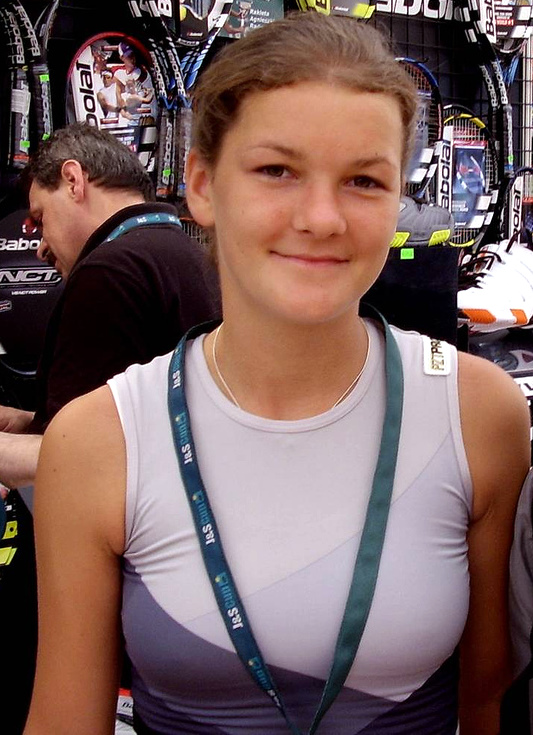
Agnieszka Radwańska

- Rafał Dobrucki został pierwszym triumfatorem żużlowego Turnieju o Koronę Bolesława Chrobrego w Gnieźnie

## 22 czerwca

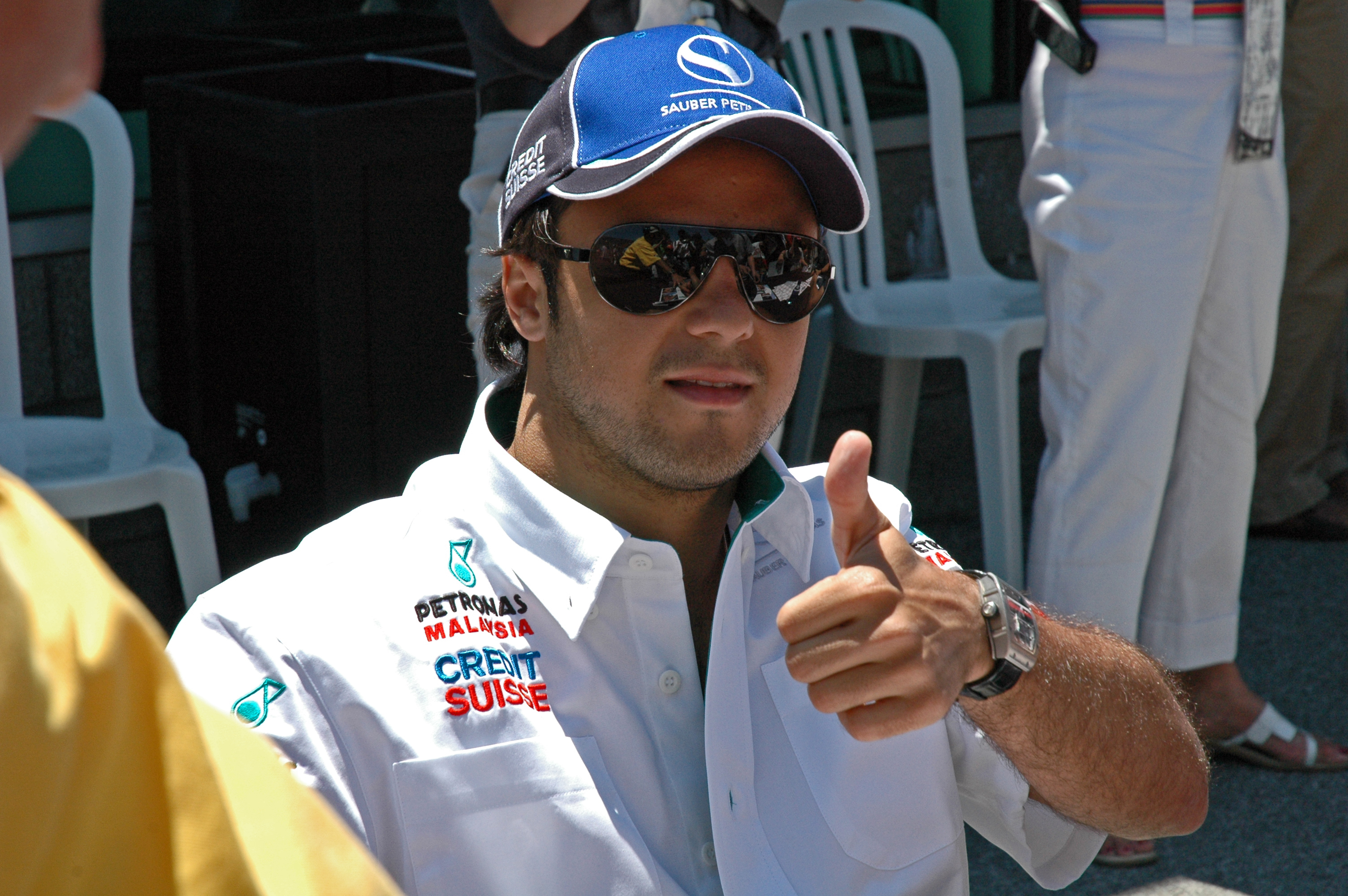
Felipe Massa

### Formuła 1
- Brazylijczyk Felipe Massa (fot.) z teamu Ferrari na torze Magny-Cours zwyciężył w wyścigu o Grand Prix Francji, ósmej eliminacji mistrzostw świata Formuły 1. Robert Kubica z BMW-Sauber zajął piąte miejsce. (sport.pl)

### Kolarstwo
- Hiszpanka Margarita Fullana zdobyła w Val di Sole (Włochy), złoty medal mistrzostw świata w kolarstwie górskim w wyścigu cross country. Najlepsza z Polek Maja Włoszczowska zajęła piąte miejsce. (sport.pl)

### Siatkówka
- LŚ: Polska wygrała z Chinami 3:2 w meczu grupy D. (sport.pl)
- LŚ: Korea Południowa przegrała w Ulsan z Włochami 2:3 (25:23, 25:22, 15:25. 19:25, 9:15) w meczu grupy B. (sport.pl)
- LŚ: Kuba przegrała w Hawanie z Rosją 0:3 (17:25, 21:25, 22:25) w meczu grupy B. (sport.pl)
- LŚ: USA przegrały w Hoffman Estates z Bułgarią 2:3 (25:12, 16:25, 20:25, 25:12, 13:15) w meczu grupy C. (sport.pl)
- LŚ: Wenezuela pokonała w Caracas Serbię 3:1 (25:20, 19:25, 25:23, 25:22) w meczu grupy A. (sport.pl)
- GP: Polska przegrała w Alassio z Dominikaną 2:3 (21:25, 25:23, 25:19, 23:25, 11:15) w meczu grupy C. (sport.pl)

### Sporty motorowodne
- Estończyk Sten Kalder zdobył złoty medal w Motorowodnych Mistrzostwach Świata klasie JT-250, odbywających się w Myśliborzu. Drugie miejsce zdobyła Polka Ada Przybył. (sport.pl)

### Wioślarstwo
- Polska czwórka podwójna mężczyzn w składzie Konrad Wasielewski, Marek Kolbowicz, Michał Jeliński, Adam Korol zajęła trzecie miejsce w wyścigu finałowym wioślarskiego Pucharu Świata rozgrywanego na Torze Regatowym Malta w Poznaniu. (sport.pl)

## 21 czerwca

### Piłka nożna
- Euro 2008: W meczu ćwierćfinałowym Rosja zwyciężyła z Holandią 3:1, przechodząc tym samym do półfinałów.

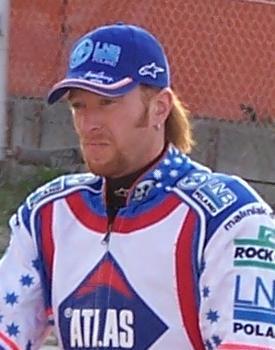
Jason Crump

### Siatkówka
- LŚ: Hiszpania pokonała w Valladolid Finlandię 3:2 (21:25, 19:25, 25:19, 25:20, 15:10) w meczu grupy C. (sport.pl)

### Sport żużlowy
- Australijczyk Jason Crump (fot.) został triumfatorem XI żużlowego Memoriału Edwarda Jancarza w Gorzowie Wlkp. (sport.pl)

### Tenis

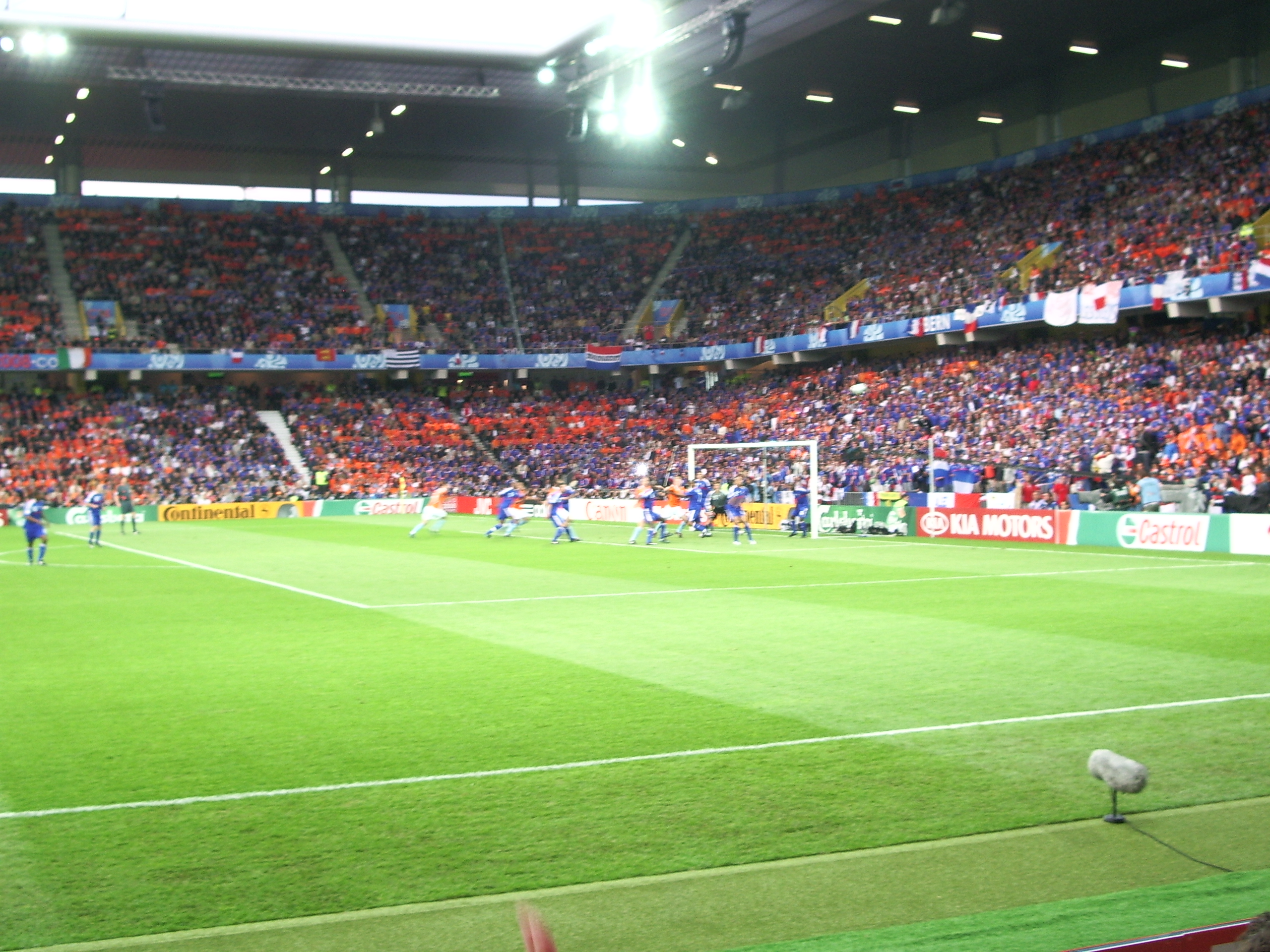
Mecz Holandia – Francja. 13 czerwca 2008 r. Stade de Suisse Wankdorf, Berno.

- International Women’s Open 2008: Agnieszka Radwańska pokonała w finale w Eastbourne Nadię Pietrową 6:4, 6:7(11), 6:4. (sport.pl)

## 20 czerwca

### Siatkówka
- LŚ: Egipt pokonał w Aleksandrii Japonię 3:1 (21:25, 26:24, 25:18, 25:21) w meczu grupy D. (sport.pl)

### Piłka nożna
- Euro 2008: W meczu ćwierćfinałowym Chorwacja zremisowała z Turcją 1:1, przechodząc tym samym do półfinałów.

## 19 czerwca

### Piłka nożna
- Euro 2008: W meczu ćwierćfinałowym Niemcy zwyciężyły z Portugalią 3:2, przechodząc tym samym do półfinałów.

## 18 czerwca

### Piłka nożna
- Euro 2008: Hiszpania wygrała z Grecją 2:1
- Euro 2008: Rosja wygrała ze Szwecją 2:0

## 17 czerwca

### Piłka nożna
- Euro 2008: Holandia wygrała z Rumunią 2:0
- Euro 2008: Włochy wygrały z Francją 2:0

## 16 czerwca

### Piłka nożna
- Euro 2008: Chorwacja wygrała z Polską 1:0
- Euro 2008: Niemcy wygrały z Austrią 1:0

## 15 czerwca

### Kajakarstwo
- Puchar Świata w Kajakarstwie: Niemki Fanny Fischer i Nicole Reinhardt zajęły pierwsze miejsce w Duisburgu w konkurencji K2 z czasem 1.45.023. Drugie były Polki Monika Borowicz i Aneta Konieczna (1.47,239), trzecie natomiast Australijki Hannah Davis i Lyndsie Fogarty (1.47,669). (sport.pl)

### Kolarstwo
- Critérium du Dauphiné Libéré: Kolarski wyścig wygrał Hiszpan Alejandro Valverde. (sport.pl)
- Tour de Suisse: Hiszpan Igor Antón (Euskaltel) wygrał drugi etap wyścigu. Pokonał trasę z Langnau do Flumserberge (197 km) w czasie 5:00.04. (sport.pl)

### Lekkoatletyka
- Mityng w Rennes: Zawodniczka AZS AWF Wrocław Małgorzata Pskit zajęła pierwsze miejsce w biegu na 400 m przez płotki, uzyskując wynik 56,7. (sport.pl)

### Piłka nożna
- Euro 2008: Szwajcaria wygrała z Portugalią 2:0
- Euro 2008: Turcja wygrała z Czechami 3:2, zapewniając sobie udział w ćwierćfinałach.

### Piłka ręczna
- Polska, Rumunia, Hiszpania, Rosja, Norwegia, Słowacja, Serbia i Macedonia zapewniły sobie awans do turnieju finałowego mistrzostw świata 2009 piłkarzy ręcznych. (sport.pl)

### Piłka siatkowa
- LŚ: Chiny wygrały w Hangzhou z Japonią 3:2 (22:25, 25:16, 25:19, 22:25, 15:12) w meczu grupy D. (sport.pl)
- LŚ: Brazylia pokonała w São Paulo Serbię 3:2 w meczu grupy A. (sport.pl)
- LŚ: Korea Południowa przegrała w Suwonie z Rosją 2:3 (25:22, 31:33, 25:20, 22:25, 17:15) w meczu grupy B. (sport.pl)
- LŚ: Bułgaria pokonała w Warnie Hiszpanię 3:1 (19:25, 25:18, 25:22, 25:13) w meczu grupy C. (sport.pl)

### Rugby
- Polska Liga Rugby: W finałowym meczu Folc AZS AWF Warszawa pokonał Blachy Pruszyński Budowlani Łódź 18:20 (10:3) i zdobył tytuł mistrza Polski. (sport.pl)

### pływanie
- Mityng pływacki w Canet: Otylia Jędrzejczak wygrała w sobotę w mityngu pływackim w Canet. Osiągnęła czas 2.07,63. (sport.pl)

### Sporty motorowe

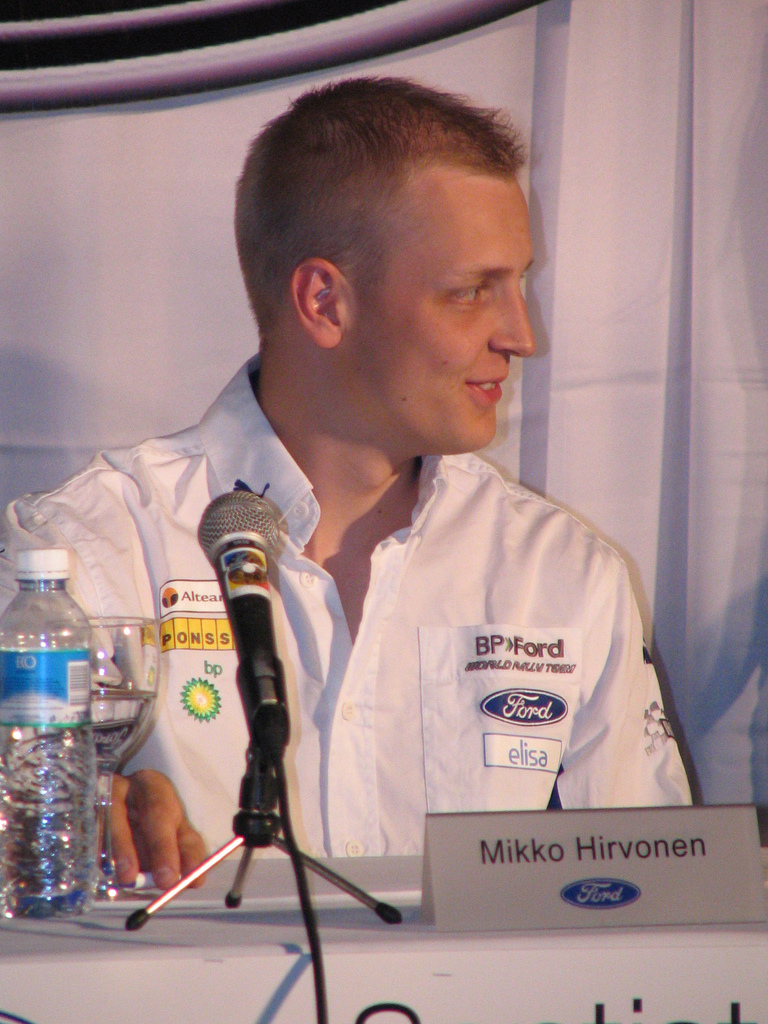
Mikko Hirvonen

- Rajd Turcji: Fin Mikko Hirvonen wygrał samochodowy Rajd Turcji, ósmą eliminację mistrzostw świata. Hirvonen wyprzedził swojego rodaka Jari-Matti Latvalę (obaj Ford Focus) oraz obrońcę tytułu mistrzowskiego, Francuza Sébastiena Loeba. (sport.pl)
- 24h Le Mans: Edycję 24-godzinnego wyścigu na torze Le Mans wygrał zespół Audi jadący w składzie Tom Kristensen, Rinaldo Capello i Allan McNish. (sport.pl)

### Tenis

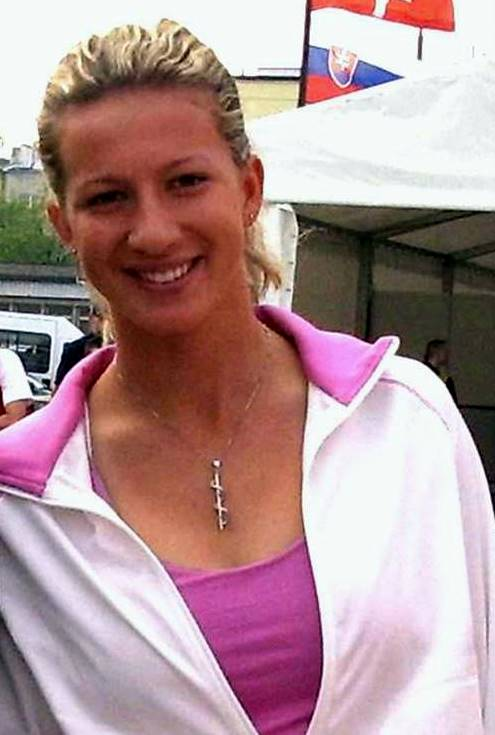
Marta Domachowska

- WTA-Ordina Open: Marta Domachowska w ’s-Hertogenbosch pokonała 6:1, 6:1 Holenderkę Nicole Thyssen, tym samym awansowała do drugiej rundy eliminacji turnieju. (sport.pl)
- WTA-DFS Classic: W finale turnieju Ukrainka Kateryna Bondarenko pokonała Belgijkę Yaninę Wickmayer 7:6 (9-7), 3:6, 7:6 (7-4). (sport.pl)
- WTA-Barcelona KIA: Rosjanka Marija Kirilenko wygrała turniej tenisistek w Barcelonie, pokonując w finale Hiszpankę Maríę José Martínez Sánchez 6:0, 6:2. (sport.pl)

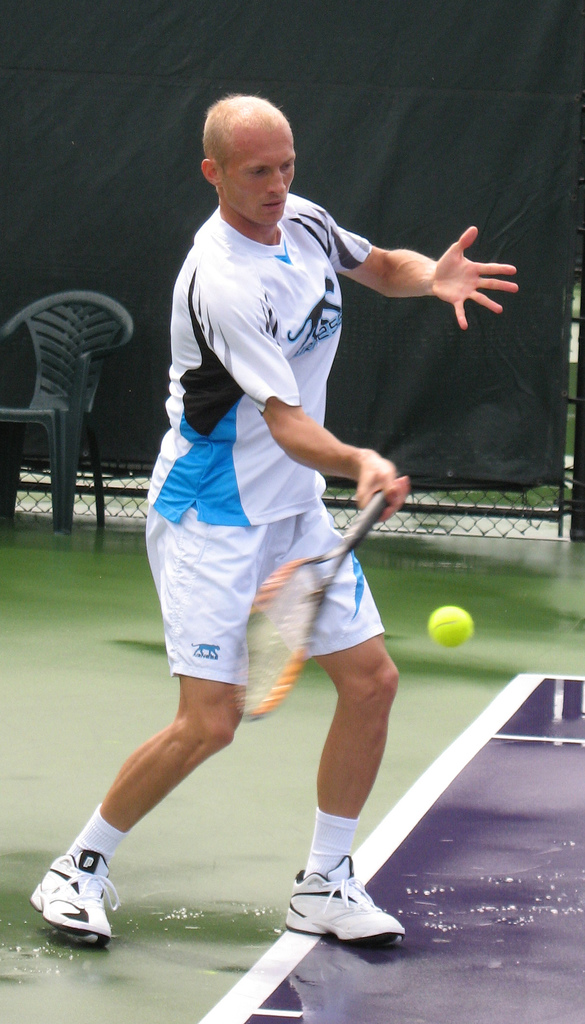
Nikołaj Dawydienko

- ATP-Orange Warsaw Open: Rosjanin Nikołaj Dawydienko pokonał w finale 6:3, 6:3 Hiszpana Tommy’ego Robredo czym zwyciężył turniej Orange Warsaw Open. (sport.pl)

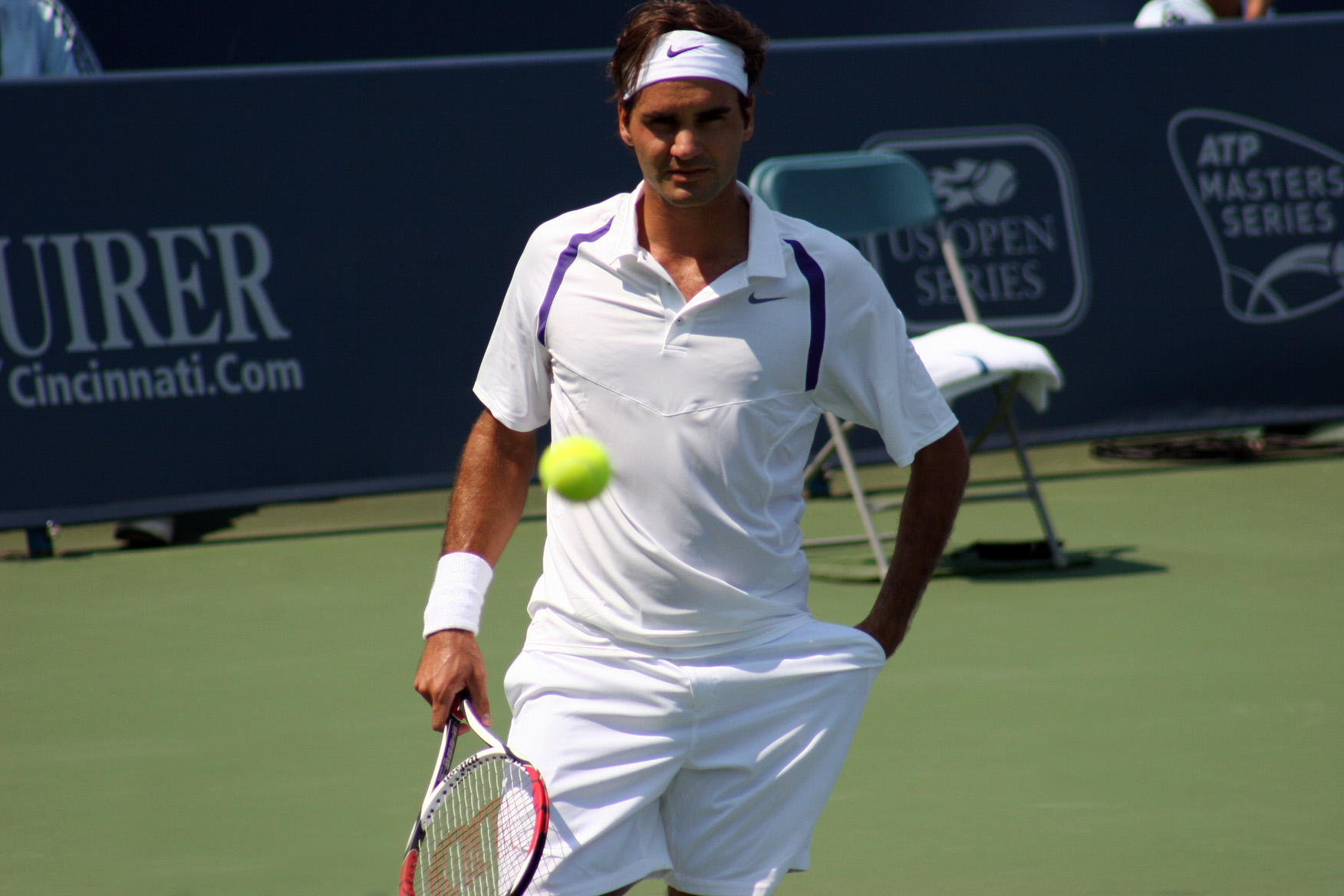
Roger Federer

- ATP-Gerry Weber Open: Szwajcar Roger Federer wygrał turniej ATP w Halle (Westf.). W finale pokonał Niemca Philippa Kohlschreibera 6:3, 6:4. (sport.pl)

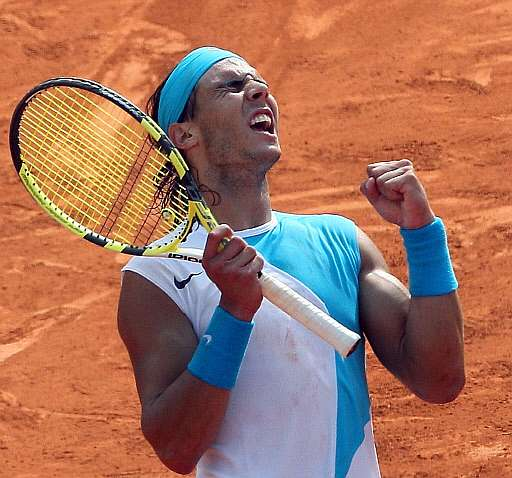
Rafael Nadal

- ATP-The Artois Championships: Hiszpan Rafael Nadal wygrał turniej ATP w Londynie pokonując w finale Serba Novaka Đokovicia 7:6 (8-6), 7:5. (sport.pl)
- WTA-Ordina Open: Marta Domachowska w ’s-Hertogenbosch przegrała 3:6, 3:6 z Niemką Angelique Kerber i odpadła w drugiej rundzie eliminacji. (sport.pl)

## 14 czerwca

### Gimnastyka
- W Szczecinie rozpoczęły się indywidualne mistrzostwa kraju w gimnastyce sportowej i artystycznej. (Radio Szczecin)

### Hokej
- Prezesem Polskiego Związku Hokeja na Lodzie został Zdzisław Ingielewicz. (sport.pl)

### Kajakarstwo
- Pucha Świata w kajakarstwie: W konkurencji K4 na 500 m wygrały Niemki w składzie Fanny Fischer, Nicole Reinhardt, Katrin Wagner-Augustin, Carolin Leonhardt. Drugie były Polki płynące w składzie: Beata Mikołajczyk, Aneta Konieczna, Edyta Dzienszewska i Dorota Kuczkowska. Trzecie były Chinki (Wang Feng, Zhong Hongyan, Yu Lamei, Yang Yali). (sport.pl)

### Kolarstwo

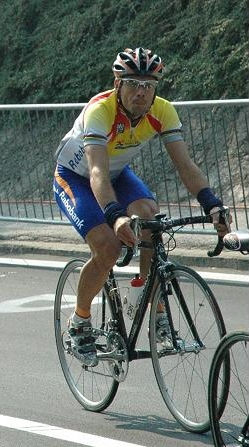
Óscar Freire

- ProTour-Tour de Suisse: Hiszpan Óscar Freire (Rabobank) wygrał pierwszy etap wyścigu. (sport.pl)

### Piłka nożna
- Euro 2008: Hiszpania wygrała ze Szwecją 2:1.
- Euro 2008: Rosja wygrała z Grecją 1:0.

### Piłka ręczna
- Polska awansowała do turnieju finałowego mistrzostw świata 2009. (sport.pl)

### pływanie
- László Cseh pobił własny rekord na 400 m stylem zmiennym podczas pływackiego mityngu Mare Nostrum. Uzyskał czas 4.07,96.

### Siatkówka
- LŚ: Chiny przegrały w Hangzhou z Japonią 2:3 (31:29, 22:25, 20:25, 31:29, 9:15) w meczu grupy D. (sport.pl)
- LŚ: Stany Zjednoczone wygrały w Espoo z Finlandią 0:3 (20:25, 19:25, 16:25) w meczu grupy C. (sport.pl)
- LŚ: Polska wygrała w Aleksandrii z Egiptem 1:3 (20:25, 25:13, 18:25, 21:25) w meczu grupy D. (sport.pl)

### Sporty motorowe

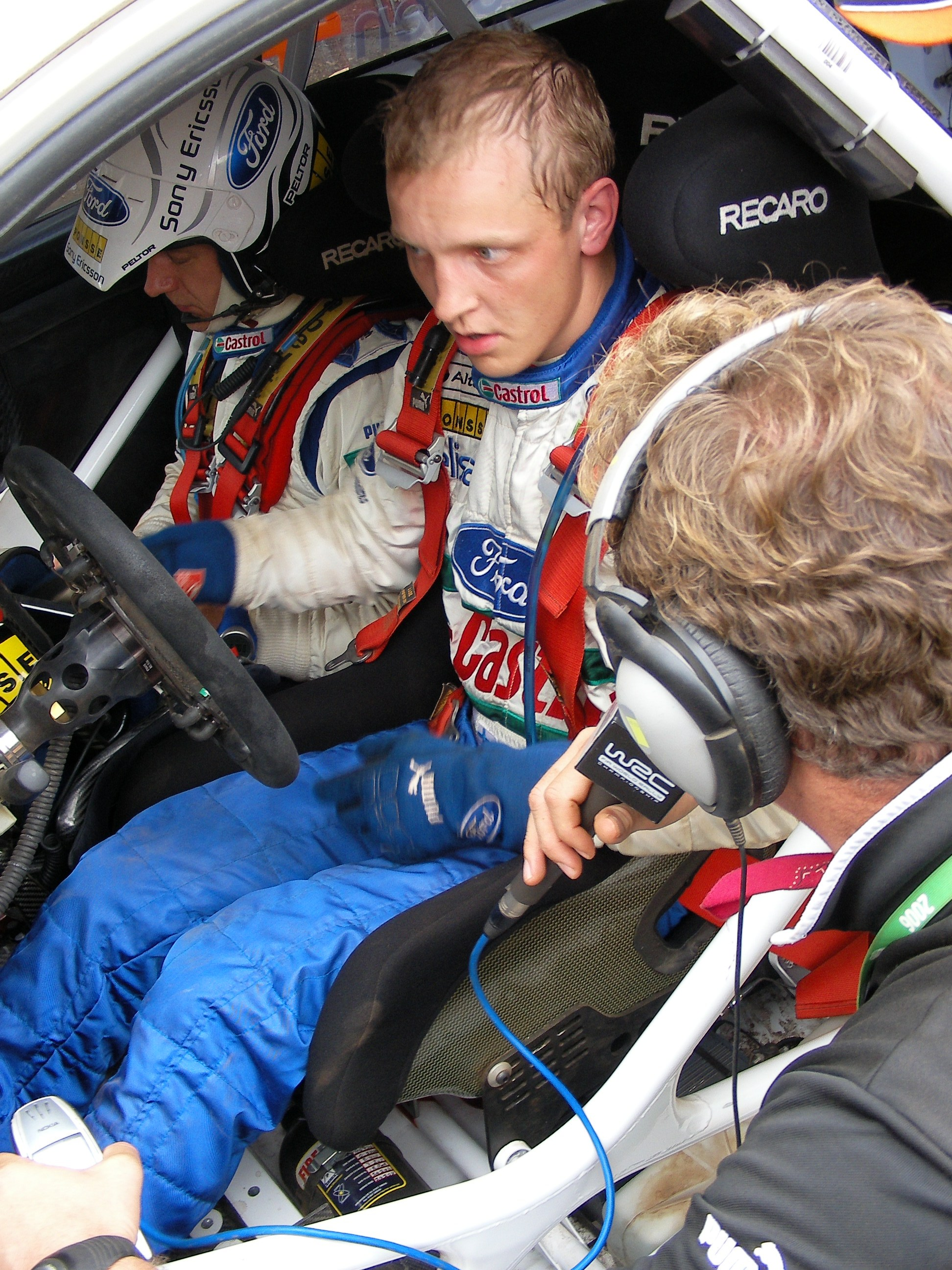
Mikko Hirvonen

- Rajd Turcji: Po rozegraniu trzynastu odcinków specjalnych Fin Mikko Hirvonen (Ford Focus WRC) jest liderem rajdu Turcji. (sport.pl)

### Tenis
- ATP-The Artois Championships: Rafael Nadal pokonał Amerykanina Andy’ego Roddicka 7:5, 6:4 awansując tym samym do finału turnieju. (sport.pl)
- ATP-Gerry Weber Open: Szwajcar Roger Federer pokonał Niemca Nicolasa Kiefera 6:1, 6:4 i został pierwszym finalistą turnieju. (sport.pl)
- ATP-Orange Warsaw Open: Debel Mariusz Fyrstenberg i Marcin Matkowski pokonał w finałowej rozgrywce 6:0, 3:6, 10:4 Rosjanina Nikołaja Dawydienkę i Jurija Szczukina z Kazachstanu, wygrywając turniej. (sport.pl)
- ATP-Orange Warsaw Open: Rosjanin Nikołaj Dawydienko pokonał 6:2, 6:3 Włocha Fabio Fogniniego dostając się tym samym do finału turnieju. (sport.pl)
- ATP-Orange Warsaw Open: Hiszpan Tommy Robredo pokonał 6:4, 6:4 z Argentyńczyka Juana Mónaco, dostając się tym samym do finału turnieju. (sport.pl)
- WTA-DFS Classic: Ukrainka Kateryna Bondarenko pokonała Nowozelandkę Marinę Erakovic 6:3, 6:2, dostając się tym samym do finału. (sport.pl)
- WTA-DFS Classic: Belgijka Yanina Wickmayer pokonała Amerykankę Bethanie Mattek 7:5, 7:6(2), dostając się tym samym do finału. (sport.pl)
- WTA-Barcelona KIA: Hiszpanka María José Martínez Sánchez pokonała w półfinale Nurię Llagostreę Vives 2:6, 6:3, 6:1 dostając się tym samym do finału. (sport.pl)
- WTA-Barcelona KIA: Rosjanka Marija Kirilenko pokonała w półfinale Francuzkę Stéphanie Cohen-Aloro 7:5, 6:3 dostając się tym samym do finału. (sport.pl)

### Żużel

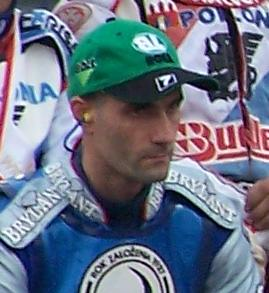
Tomasz Gollob

- Grand Prix Danii na Żużlu: Tomasz Gollob w Kopenhadze okazał się najlepszy pokonując Nicka Pedersena. (sport.pl)

## 13 czerwca

### Kolarstwo
- Critérium du Dauphiné Libéré: Piąty etap kolarskiego wyścigu Dauphine Libere wygrał Rosjanin Jurij Tromifow (Bouygues Telecom). Liderem wyścigu pozostał Hiszpan Alejandro Valverde (Caisse d'Epargne), który był na etapie trzeci. (sport.pl)

### Siatkówka
- Liga Światowa: Egipt pokonał w Aleksandrii Polskę 3:2 (25:19, 14:25, 22:25, 25:22, 15:12) w pierwszym meczu grupy D Ligi Światowej siatkarzy. (sport.pl)

### Tenis
- ATP-Orange Warsaw Open: Argentyńczyk Juan Mónaco pokonał 6:4, 6:3 Hiszpana Marcela Granollersa, awansując tym samym do półfinału turnieju. (sport.pl)
- ATP-Orange Warsaw Open: Włoch Fabio Fognini w ćwierćfinale pokonał 7:5, 7:5 Argentyńczyka Guillermo Cañasa. (sport.pl)
- ATP-Orange Warsaw Open: Mariusz Fyrstenberg i Marcin Matkowski wygrali 2:6, 6:1 i w super tie-breaku 10:8 z Hiszpanami Marcelem Granollersem i Santiago Venturą, awansując tym samym do finału rywalizacji deblistów. (sport.pl)
- ATP-Gerry Weber Open: Szwajcar Roger Federer pokonał Cypryjczyka Markosa Pagdatisa 6:4, 6:4, przechodząc tym samym do półfinału.(sport.pl)

### Piłka nożna
- Holender Henk Ten Cate został nowym trenerem greckiego klubu piłkarskiego Panathinaikos Ateny (sport.pl)
- Euro 2008: Włochy zremisowały z Rumunią 1:1
- Euro 2008: Holandia wygrała z Francją 4:1

### Sporty motorowe
- Rajd Turcji: Francuz Sébastien Loeb (Citroen C4 WRC) jest po pierwszym dniu liderem Rajdu Turcji. (sport.pl)

## 12 czerwca

### Kolarstwo
- Francuska Federacja Kolarska (FFC) została zawieszona do końca 2008 roku przez Międzynarodową Unię Kolarską (UCI).
- Critérium du Dauphiné Libéré: Francuz Cyril Dessel (AG2R) wygrał czwarty etap kolarskiego wyścigu Dauphine Libere. Liderem wyścigu pozostał Hiszpan Alejandro Valverde (Caisse d'Epargne). (sport.pl)

### Lekkoatletyka
- Podczas mityngu Grand Prix IAAF w Ostrawie kubańczyk Dayron Robles wynikiem 12,87 s ustanowił nowy rekord świata w biegu na 110 m w biegach płotkarskich. (sport.pl)

### Piłka nożna
- Euro 2008: Chorwacja wygrała z Niemcami 2:1
- Euro 2008: Polska zremisowała z Austrią 1:1.

### Tenis
- ATP-Orange Warsaw Open: Hiszpan Óscar Hernández w drugiej rundzie wyeliminował Alberta Montañésa 6:3, 6:2, awansując tym samym do ćwierćfinału. (sport.pl)
- ATP-Orange Warsaw Open: Hiszpan Tommy Robredo osiągnął ćwierćfinał turnieju, pokonując 6:4, 1:1 Amerykanina Wayne’a Odesnika. (sport.pl)
- ATP-Orange Warsaw Open: Mariusz Fyrstenberg i Marcin Matkowski bez straty seta awansowali do półfinału debla. Pokonali 6:3, 6:2 Jaroslava Levinskyego i Davida Skocha.(sport.pl)
- ATP-Gerry Weber Open: Robin Söderling pokonał obrońcę tytułu Tomasa Berdycha 6:2, 7:5.
- WTA-Barcelona KIA: Klaudia Jans i Andrea Hlaváčková awansowały do półfinału debla. Wyeliminowały z zawodów dwie tenisistki rosyjskie, Jekatierinę Iwanową i Marinę Mielnikową. (sport.pl)

## 11 czerwca

### Formuła 1
- W wypadku podczas rajdu starych samochodów zginął Ove Andersson, były szef zespołu Formuły 1 – Toyoty. (sport.pl)

### Kolarstwo
- Critérium du Dauphiné Libéré: Hiszpański kolarz Alejandro Valverde z grupy Caisse d'Epargne wygrał 3. etap wyścigu Dauphine Libere, jazdę na czas na dystansie 31 km, i został nowym liderem imprezy. (sport.pl)

### Piłka nożna

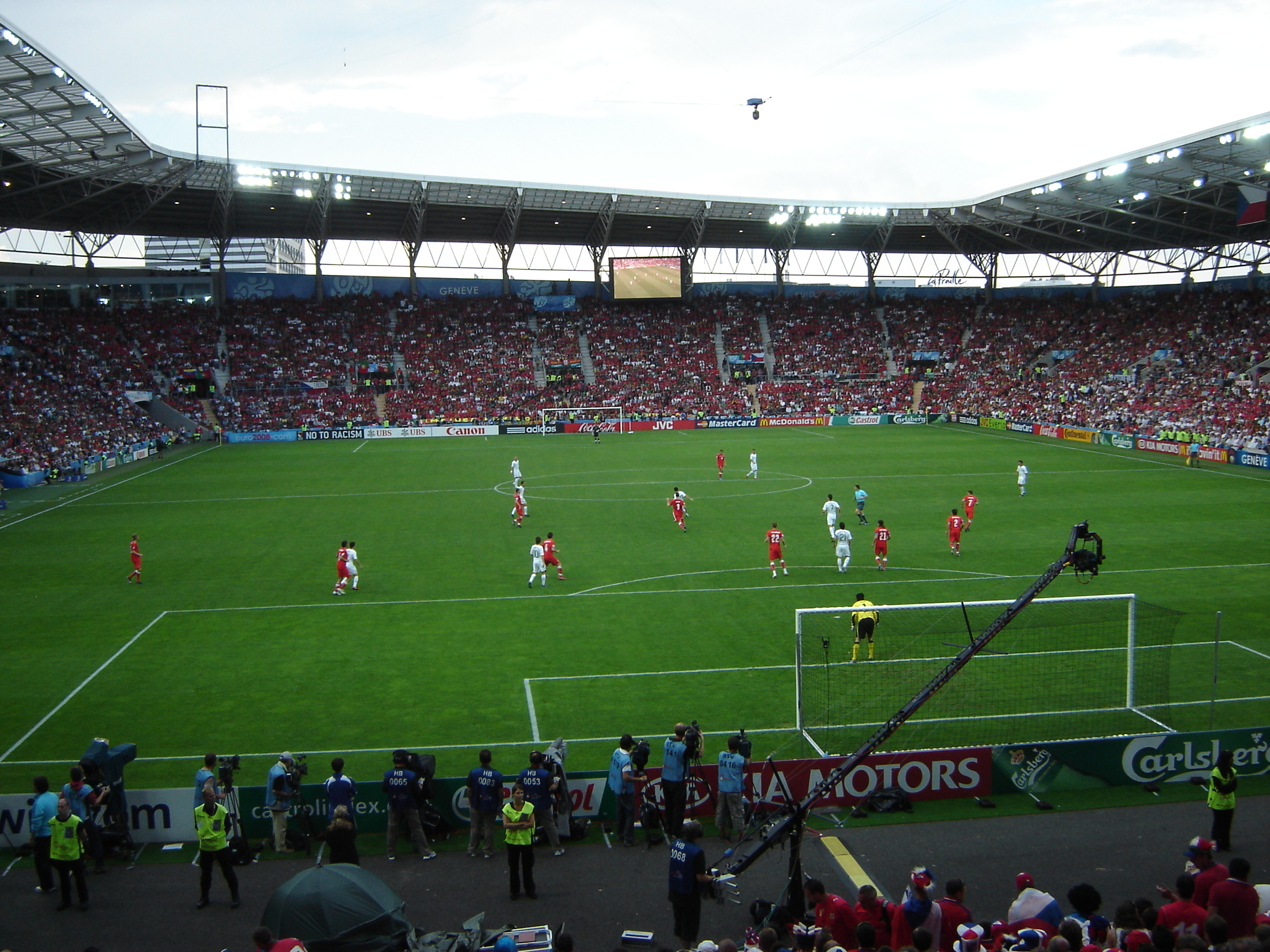
Mecz Portugalia – Czechy 11 czerwca 2008

- Adam Ledwoń popełnił samobójstwo w domu we Klagenfurcie.
- Euro 2008: Portugalia wygrała z Czechami 3:1, zapewniając sobie tym samym występ w ćwierćfinale.

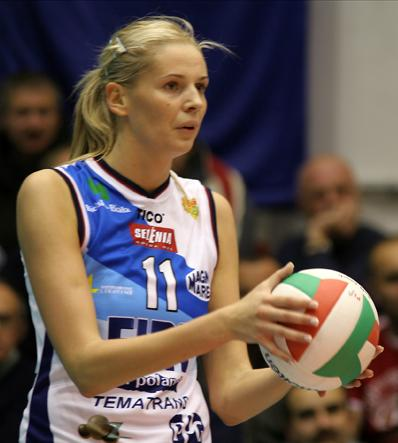
Agata Mróz-Olszewska

- Euro 2008: Turcja wygrała ze Szwajcarią 2:1.

### Snooker
- Mistrzostwa Europy w snookerze 2008: Dziesięcioro Polaków zakwalifikowało się po fazie grupowej do następnych rund rozgrywanych w Lublinie mistrzostw Europy. (sport.pl)

### Tenis
- Marta Domachowska przegrała z Francuzką Camille Pin 4:6, 2:6 w drugiej rundzie turnieju tenisistek w Birmingham. (sport.pl)
- ATP: Debel: Mariusz Fyrstenberg i Marcin Matkowski pokonał 6:2, 6:1 startujących z „dziką kartą” Błażeja Koniusza i Marcina Gawrona w pierwszej rundzie, awansując tym samym do ćwierćfinału turnieju tenisistów rangi ATP World Tour – Orange Warsaw Open
- WTA: Pauline Parmentier przegrała mecz drugiej rundy turnieju WTA w Barcelonie z grającą z „dziką kartą” tenisistką gospodarzy, Maríą José Martínez Sánchez.(sport.pl)

## 10 czerwca

### Piłka nożna
- Euro 2008: Hiszpania wygrała z Rosją 4:1
- Euro 2008: Szwecja wygrała z Grecją 2:0

## 9 czerwca

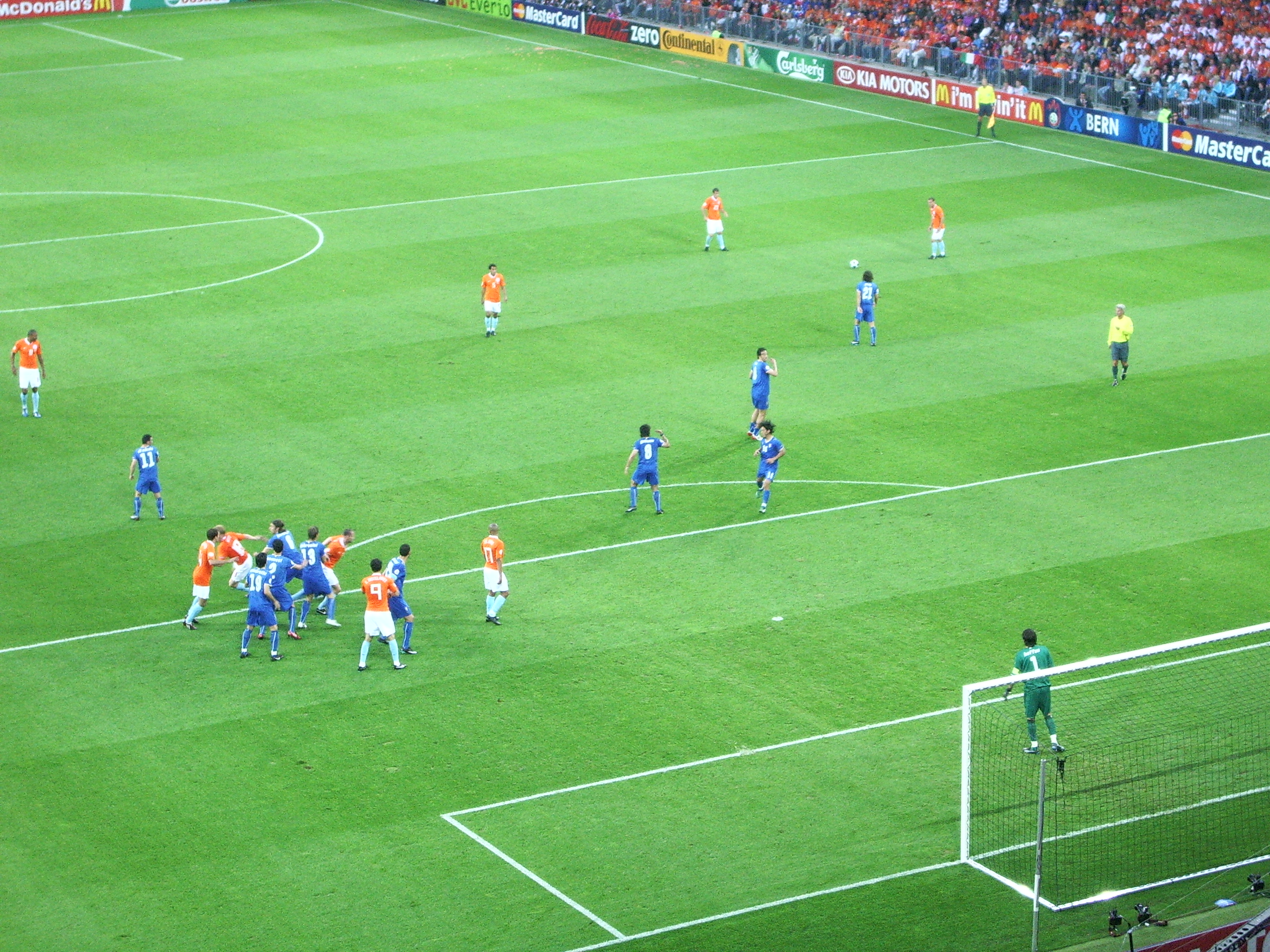
Mecz Holandia – Włochy 9 czerwca 2008.

### Piłka nożna
- Euro 2008: Francja zremisowała z Rumunią 0:0
- Euro 2008: Holandia wygrała z Włochami 3:0

## 8 czerwca

### Piłka nożna
- Euro 2008: Polska przegrała z Niemcami 0:2
- Euro 2008: Chorwacja wygrała z Austrią 1:0

### Formuła 1
- Robert Kubica zajął 1. miejsce w Grand Prix Kanady

## 7 czerwca

### Piłka nożna
- Euro 2008: W Bazylei rozpoczęły się Mistrzostwa Europy w Piłce Nożnej 2008
- Euro 2008: Czechy wygrały ze Szwajcarią 0:1
- Euro 2008: Portugalia wygrała z Turcją 2:0

## 4 czerwca

### Piłka siatkowa
- Zmarła Agata Mróz-Olszewska – polska siatkarka, reprezentantka Polski. (Gazeta.pl)

### Hokej na lodzie
- Hokeiści Detroit Red Wings zdobyli Puchar Stanleya. (nhl.com)

## 1 czerwca

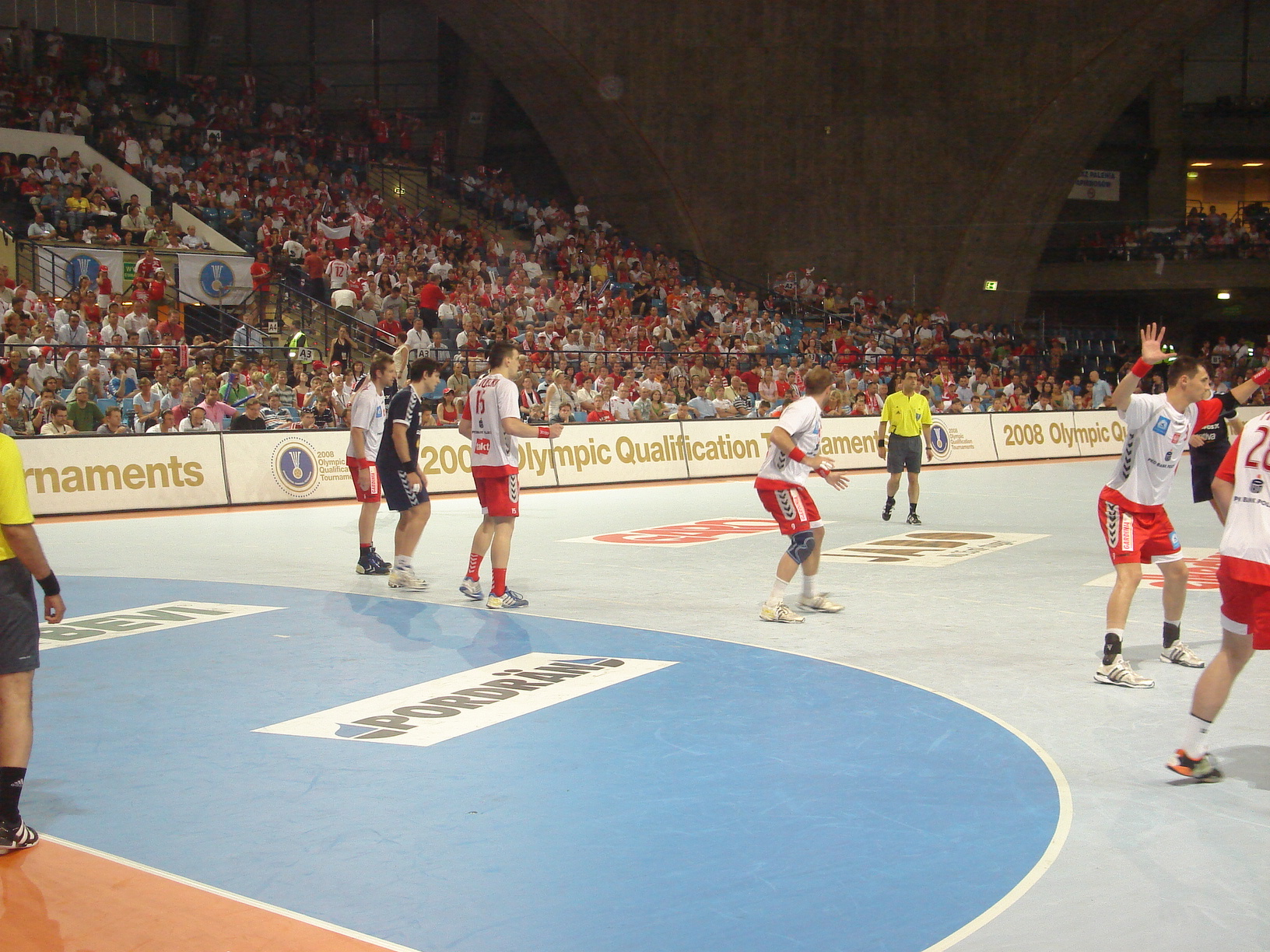
Reprezentacja Polski w wygranym 28:26 meczu z Argentyną

### Piłka ręczna
- Turniej eliminacyjny do Igrzysk Olimpijskich w Pekinie w piłce ręcznej mężczyzn, Wrocław, Hala Stulecia:
  - Islandia pokonała wynikiem 29:25 (13:13) Szwecję,
  - Polska pokonała wynikiem 28:26 (13:11) Argentynę i wraz z Islandią awansowała do Igrzysk Olimpijskich.